# 石滩镇 (丰城市)
石滩镇，是中华人民共和国江西省宜春市丰城市下辖的一个乡镇级行政单位。

## 行政区划
石滩镇下辖以下地区：
石滩社区、塘东村、湖山村、乌岗村、石滩村、徐洲村、陈家村、里城村、蛟塘村、巷里村、故县村、港塘村、大屋村、裴家村、南湖村和巷口村。